# Maciej Ziętara
Maciej Tadeusz Ziętara (ur. 1971 w Kielcach) – polski iberysta, tłumacz literatury i dyplomata. Ambasador RP w Kolumbii (2012–2016) i Meksyku (2018–2024).

## Życiorys
Ukończył studia na Wydziale Neofilologii Uniwersytetu Warszawskiego (1994) oraz studia podyplomowe w dziedzinie latynoamerykanistyki na Narodowym Autonomicznym Uniwersytecie Meksyku (1997).
Zajmował się przekładami literatury hispanoamerykańskiej i krytyką literacką. Był członkiem redakcji „Literatury na Świecie”, współpracował m.in. z wydawnictwami „Noir Sur Blanc” i „Muza”. W 2000 został wyróżniony przez Stowarzyszenie Tłumaczy Polskich za przekład prozy. W Chile opublikował antologię współczesnej poezji polskiej w swoim przekładzie.
W 1999 rozpoczął pracę w Ministerstwie Spraw Zagranicznych. W 2000 ukończył aplikację dyplomatyczno-konsularną. W latach 2001–2002 w Departamencie Azji, Australii i Ameryki Łacińskiej, w latach 2002–2003 kierownik zespołu ds. Ameryki Łacińskiej w Departamencie Ameryki, odpowiedzialny za współpracę dwustronną z Meksykiem, Kubą i Ameryką Środkową. Odpowiadał również za obsługę Grupy Roboczej Rady UE ds. Ameryki Łacińskiej i reprezentował Polskę w grupie ekspertów NATO ds. Ameryki Łacińskiej. W ambasadzie RP w Santiago (2003–2009) w randze II, a następnie I sekretarza, odpowiadał za sprawy polityczne, konsularne, promocji i prasy. W ostatnim roku swojej misji kierował placówką jako chargé d’affaires a.i. W latach 2009–2012 w Departamencie Ameryki był odpowiedzialny za stosunki z Kubą, Wenezuelą i państwami karaibskimi, a także pomoc rozwojową dla państw Ameryki Łacińskiej i współpracę z polskimi organizacjami pozarządowymi. Od 2002 jest urzędnikiem służby cywilnej. W 2016 uzyskał czwarty stopień służbowy urzędnika służby cywilnej.
3 sierpnia 2012 został mianowany Ambasadorem Nadzwyczajnym i Pełnomocnym RP w Republice Kolumbii z akredytacją na Republikę Panamy, Republikę Dominikańską, Republikę Haiti, Saint Lucia oraz w Antigui i Barbudzie. Listy uwierzytelniające przekazał ministrze spraw zagranicznych Kolumbii Maríi Ángeli Holguín 19 października 2012. Misję zakończył 31 lipca 2016. Po powrocie podjął ponownie pracę w Departamencie Ameryki, gdzie odpowiadał za relacje z państwami andyjskimi. Uczestniczył w procesie ponownego otwarcia ambasady w Panamie. Od 25 sierpnia 2018 ambasador RP w Meksyku, akredytowany także w Kostaryce. 30 października 2018 złożył listy uwierzytelniające na ręce Prezydenta Meksyku Enrique Peña Nieto, a 14 listopada 2018 na ręce pełniącej obowiązki minister spraw zagranicznych Kostaryki Loreny Aguilar Revelo. Misję zakończył 31 lipca 2024 (formalnie odwołany w kwietniu 2025). W lutym 2025 został zastępcą dyrektora Departamentu Ameryki MSZ.
Biegle włada językami: hiszpańskim, angielskim i francuskim. Jest żonaty i ma dwie córki.

## Tłumaczenia
- Zoé Valdés: Oddałam ci całe życie. Maciej Ziętara (tłum.). Warszawa: Noir sur Blanc, 1999, s. 246. ISBN 83-86743-88-3.
- Eliseo Alberto: Caracol Beach. Maciej Ziętara (tłum.). Warszawa: Muza, 2001, s. 278. ISBN 83-7200-964-3.
- Eliseo Alberto: Niech Bóg sprawi, żeby istniał Bóg. Maciej Ziętara (tłum.). Warszawa: Muza, 2003, s. 229. ISBN 83-7319-247-6.
- 101 : 6 poetas polacos contemporáneos. Maciej Ziętara, Mauricio Barrientos (tłum.). Santiago de Chile: RIL, 2008, s. 255. ISBN 978-956-284-603-5. (pol. • hiszp.).